# Alois od Nejsvětějšího Ukřižování
Pietro Giovannelli řeholním jménem: Alois od Nejsvětějšího Ukřižování (7. listopadu 1727, Pietracatella – 4. června 1803, Neapol) byl italský římskokatolický kněz a člen Řádu menších bratří. V katolické církvi je uctíván jako ctihodný.

## Život
Narodil se 7. listopadu 1727 v Pietracatelle jako syn lékaře. Po stopách svého otce nastoupil na Lékařskou fakultu Univerzity v Neapoli. Poté, co asistoval při pitvách, kde se řešily různé příčiny smrti, se jeho cesta obrátila jiným směrem. Vstoupil do Řádu menších bratří. Dne 6. května 1750 přijal hábit a vstoupil do noviciátu konventu Piedimonte d’Alife se jménem Alois od Nejsvětějšího Ukřižování. Plnil různé funkce v klášterech jako jsou např. Portici (Granatello), Foggia, Mirabella Eclano, Airola, Grumo Nevano a Neapol. Získal si velký respekt u neapolského arcibiskupa, kardinála Giuseppeho Marii Capece Zurla i u ctihodné Marie Klotildy Bourbonské.
Jeho život byl oživen láskou k Panně Marii, která ho inspirovala k psaní básní.
Zemřel 4. června 1803 v Neapoli a pohřben byl v S. Lucia al Monte. Dnes jeho tělo odpočívá ve Svatyni služebníků Božích, kde je pohřben s dalšími 15 ctihodnými bratry, u kterých také probíhá proces svatořečení.
Po jeho smrti byl v nepaolské arcidiecézy zahájen jeho proces svatořečení. Dne 9. února 1871 proběhlo přezkoumání kauzy svatořečení. Dnes je uctíván jako ctihodný i když nebyly potvrzeny jeho hrdinské ctnosti.